# Lovci (miasto Jagodina)
Lovci (cyr. Ловци) – wieś w Serbii, w okręgu pomorawskim, w mieście Jagodina. W 2011 roku liczyła 798 mieszkańców.